# Wierzbno (gromada w powiecie oławskim)
Wierzbno – dawna gromada, czyli najmniejsza jednostka podziału terytorialnego Polskiej Rzeczypospolitej Ludowej w latach 1954–1972.
Gromady, z gromadzkimi radami narodowymi (GRN) jako organami władzy najniższego stopnia na wsi, funkcjonowały od reformy reorganizującej administrację wiejską przeprowadzonej jesienią 1954 do momentu ich zniesienia z dniem 1 stycznia 1973, tym samym wypierając organizację gminną w latach 1954–1972.
Gromadę Wierzbno z siedzibą GRN w Wierzbnie utworzono – jako jedną z 8759 gromad na obszarze Polski – w powiecie oławskim w woj. wrocławskim, na mocy uchwały nr 24/54 WRN we Wrocławiu z dnia 2 października 1954. W skład jednostki weszły obszary dotychczasowych gromad Wierzbno, Janków, Sobocisko i Miłonów oraz przysiółek Teodorów z dotychczasowej gromady Gęsice ze zniesionej gminy Wierzbno oraz obszar dotychczasowej gromady Polwica ze zniesionej gminy Polwica w tymże powiecie. Dla gromady ustalono 14 członków gromadzkiej rady narodowej.
1 lipca 1968 do gromady Wierzbno włączono wsie Marszowice i Pełczyce ze zniesionej gromady Godzinowice w tymże powiecie.
Gromada przetrwała do końca 1972 roku, czyli do kolejnej reformy gminnej.